# 월드 스포츠
《월드 스포츠》는 ITV 경인방송에서 방송되었던 스포츠 정보 프로그램이다.